# 장안중학교 축구부
장안중학교 축구부는 서울특별시 중랑구에 위치한 장안중학교의 축구부이다. 장안중학교가 운영하는 축구부로 현재 (2024) 까지도 중학교 축구부 강팀의 면모를 보여주고있으며 최근으로는 2024 전국 중등 청룡기 축구대회, 2024 서울시협회장배 우승을하였다.

## 역사
2024 청룡기 전국 중등 축구대회 우승 (u15)
2024 서울시협회장배 우승
2025 탐라기 우승(U14)
2025 리그 전승우승(예정)

## 같이 보기
- 장안중학교